# Ю Оннёль
Ю Оннёль (кор. 유옥렬, р.1 марта 1973) — южнокорейский гимнаст, чемпион мира, призёр Олимпийских игр.
Родился в 1973 году. В 1991 году стал чемпионом мира в опорном прыжке. В 1992 году вновь стал чемпионом мира в опорном прыжке, а на Олимпийских играх в Барселоне завоевал в этом виде соревнований бронзовую медаль.